# Aeroportul Regional Owatonna Degner
Aeroportul Regional Owatonna Degner (IATA: OWA, ICAO: KOWA, FAA LID: OWA) este un aeroport din Comitatul Steele, Minnesota, Statele Unite ale Americii. Aeroportul a fost tranzitat în 2019 de 6 pasageri.
Situat la o altitudine de 349,11792 m, aeroportul dispune de 2 piste.

## Infrastructură

### Piste
Aeroportul dispune de 2 piste. Pista 05/23 are suprafața de asfalt și dimensiunile 3.000 picioare × 75 picioare. Pista 12/30 are suprafața de beton și dimensiunile 5.500 picioare × 100 picioare. 